# Hannon le Grand
 (juillet 2007).
Si vous disposez d'ouvrages ou d'articles de référence ou si vous connaissez des sites web de qualité traitant du thème abordé ici, merci de compléter l'article en donnant les références utiles à sa vérifiabilité et en les liant à la section « Notes et références ».
Pour les articles homonymes, voir Hannon.
Hannon le Grand ou Hannon le Rab était un homme politique, stratège et riche aristocrate carthaginois du IIIe siècle av. J.-C. Il a joué un rôle politique important dans l'histoire de Carthage. 
La richesse d'Hannon provenait des terres qu'il possédait en Afrique du Nord.

## Commandant
Hannon est stratège de Libye en 256 et se révèle alors impitoyable dans sa lutte contre les Numides et les Libyques. Il prend Hécatompylos. Son surnom « le Grand » lui fut apparemment attribué en raison de ses conquêtes contre les ennemis africains de Carthage. 
Durant la première guerre punique, il dirigea la faction de Carthage opposée à la poursuite de la guerre contre Rome. Il préférait continuer à conquérir des territoires en Afrique plutôt que mener une guerre navale contre Rome qui n'amènerait aucun gain. Dans ses efforts, il s'opposa au général carthaginois Hamilcar Barca. Hannon démobilisa la marine carthaginoise en 244 av. J.-C., laissant le temps à Rome de reconstruire sa marine et de défaire finalement Carthage en 241 av. J.-C.

## Rôle dans la guerre des mercenaires

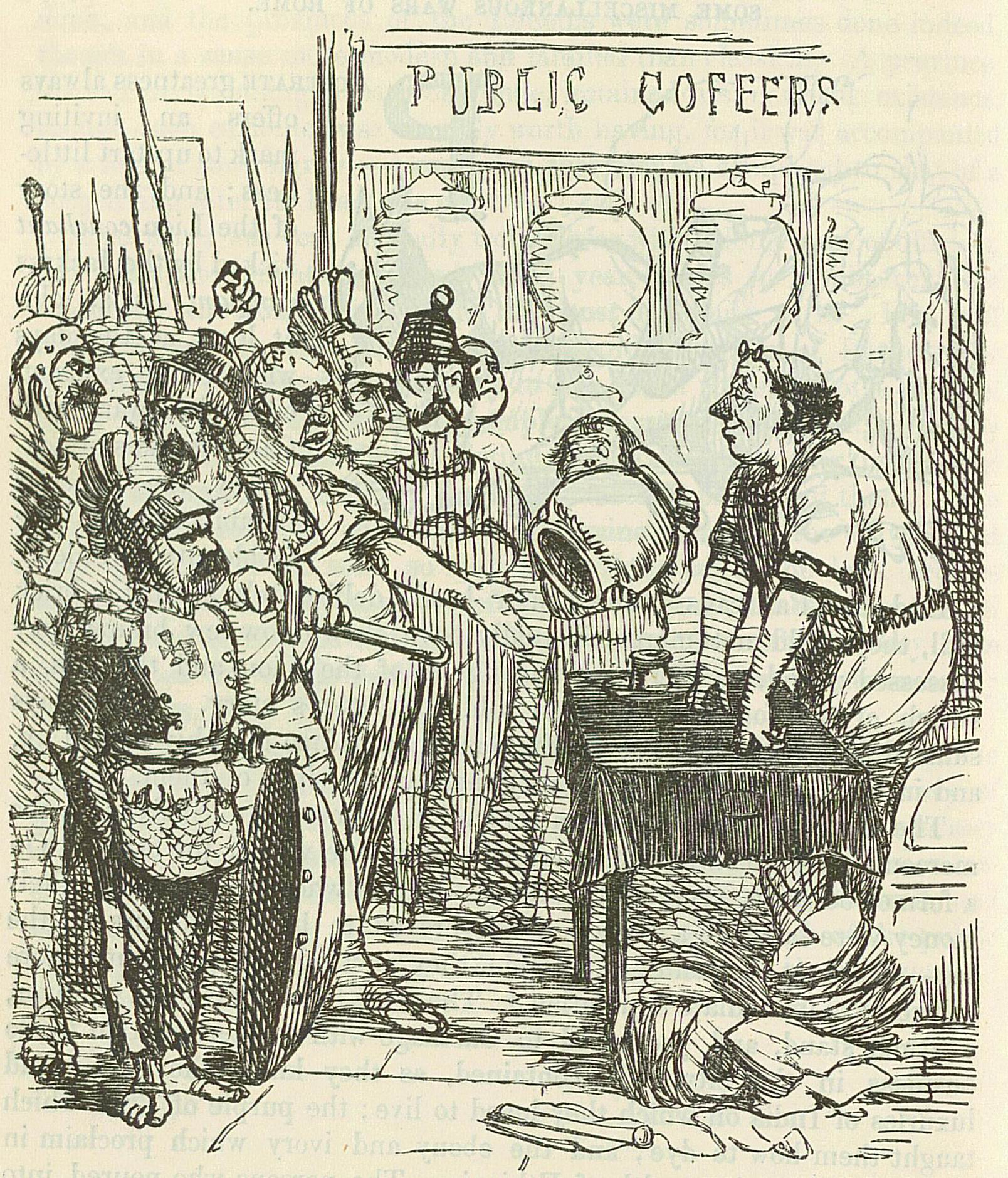
Caricature moderne présentant Hannon négociant seul avec Rome (représentée par les légionnaires)

Il tenta de négocier avec les mercenaires une réduction de la solde due et impayée alors qu'Hamilcar avait promis de l'argent et des récompenses. Hannon prit le contrôle de l'armée carthaginoise afin de les vaincre, mais ses tentatives échouèrent Il est relevé de son commandement dans la guerre des Mercenaires et est remplacé par Hamilcar Barca, et à partir de cette date sa famille et les Barcides seront rivales. 
Il reste stratège en Libye jusqu'à la prise de la Sardaigne par Rome à la fin de la première guerre punique.
Il coopère pour défaire avec Hamilcar les rebelles en 238 av. J.-C.

## Homme politique anti-barcide
A Carthage Hannon est à partir de ce moment partisan d'un accord avec Rome et durant la deuxième guerre punique, il dirigeait la faction pro-romaine, et s'opposa à l'envoi de renforts à Hannibal, le fils d'Hamilcar, après sa victoire à la bataille de Cannes. 
Il aurait aussi protégé les émissaires romains en 203 et il aurait participé à la délégation chargée de négocier la paix.